# Алыкулов, Барпы
Барпы Алыкулов (кирг. Барпы Алыкулов; 1884, Ачи, Ферганская область — 9 ноября 1949, Фрунзе, Киргизская ССР) — киргизский акын-импровизатор. Один из великих поэтов киргизского народа.

## Биография
Сын бедняка. С детства батрачил у баев. В возрасте шестнадцати лет, слава о нём, как певце и поэте, акыне-импровизаторе распространилась среди людей.
Отец Алыкулова хорошо знал народное творчество.
Творческий расцвет Б. Алыкулова начался на переломе XIX—XX столетий.
В дореволюционных песнях рассказывал о тяжёлом положении киргизского народа.
В начале 1920-х годов из-за тяжелой болезни потерял зрение и с этих пор полностью посвятил себя творчеству.
Позднее создал стихи и песни на темы социалистического строительства. Песни Б. Алыкулова начали записывать с 1943 года. Большинство из них были переведены на русский язык.
Мастер поэтической формы; последователь Токтогула. Обличительно-сатирические произведения, в том числе поэма о тяжёлом для киргизов господстве Кокандского ханства. Сказывал также народный эпос.

## Память
В честь Барпы Алыкулова назван айылный аймак в Сузакском районе Джалал-Абадской области.

## Избранные произведения
- Тандалмалуу ырлар. — Фрунзе: Кыргызмамбас, 1949.
- Тилек: Ырлар жыйнагы. — Фрунзе: Кыргызмамбас, 1951.
- Тандалган чыгармалар. — Фрунзе: Кыргызмамбас, 1955.
- Мектеп жөнүндө ыр. — Фрунзе: Кыргызокуупедмамбас, 1957.
- Чыгармалар: Бир томдук. — Фрунзе: Кыргызмамбас, 1960.
- Чыгармаларынын бир томдук жыйнагы. — Фрунзе: Кыргызстан, 1970.
- Табият сапаты: Ырлар. — Фрунзе: Мектеп, 1973.
- Мөлмөлүм: Ырлар. — Фрунзе: Кыргызстан, 1974.
- Бала чак: Ырлар — Фрунзе: Мектеп, 1978.
- Тандалмалар. — Фрунзе: Кыргызстан, 1984.
- Табият сымбаты: Ырлар. — Фрунзе: Мектеп, 1987.

### В русском переводе
- Избранное: Стихи. — Фрунзе: Киргизгосиздат, 1958.
- Стихи. — М.: Молодая Гвардия, 1958.